# Avi Dichter
Avraham „Avi“ Dichter (hebrejsky אבי דיכטר‎; narozen 4. prosince 1952 Aškelon) je izraelský politik a bývalý ředitel zpravodajské služby Šin bet. Od srpna 2012 do března 2013 zastával post ministra obrany domácí fronty ve druhé Netanjahuově vládě. V minulosti zastával post poslance Knesetu za stranu Kadima a funkci ministra vnitřní bezpečnosti.

## Biografie
Narodil se v Aškelonu a během vojenské služby sloužil v Sajeret Matkal. Zde odmítl nabídku svého velitele, Ehuda Baraka, zúčastnit se důstojnického kurzu (to totiž znamená, že se nedostane do přímého boje). Během služby byl vyznamenán izraelským ekvivalentem Medaile cti za záchranu jednotky za nepřátelskými liniemi.
Po odchodu z Izraelských obranných sil vstoupil do Šin bet a začal studovat arabštinu. V roce 1992 byl jmenován velitelem Šin bet pro Jižní sektor. Zde se podílel na likvidaci jednoho z vůdců Hamásu a jejich hlavního pyrotechnika Jahjá Ajáše. V roce 1996, krátce po atentátu na premiéra Rabina byl Dichter jmenován šéfem kontrarozvědné větve Šin bet, v roce 1999 pak byl jmenován náměstkem ředitele Šin bet.
V roce 2000 byl svým bývalým velícím důstojníkem, premiérem Ehudem Barakem jmenován do funkce ředitele Šin bet. Tuto funkci vykonával v období intifády al Aksá, kdy převládal zejména protipartyzánský boj. Dichter patřil k jedněm z hlavních strůjců obsazení Západního břehu.
15. května 2005 skončilo Dichterovi pětileté funkční období a on službu opustil. Na postu ředitele Šin bet byl nahrazen svým náměstkem Juvalem Diskinem. Některé spekulace naznačovaly, že za jeho odchodem je nesouhlas se Šaronovým plánem na jednostranné stažení z Pásma Gazy. Po odchodu z funkce odcestoval Dichter na tři měsíce do Washingtonu v USA, kde navštěvoval v Brookingském institutu středisko pro blízkovýchodní politiku. Po návratu do Izraele Dichter pochválil Šaronův plán stažení a začal pracovat v Kadimě. V roce 2006 byl ve volbách zvolen do Knesetu a 4. května 2006 jmenován ministrem vnitřní bezpečnosti.
Jako člen izraelské vlády se zasazoval za znovuobsazení Pásma Gazy, aby se zamezilo bombardování Izraele raketami Kásam ze strany Palestinců. V průběhu druhé libanonské války v roce 2006 podporoval útoky proti syrským cílům v Libanonu. S názorem, že by měl Izrael převzít kontrolu nad celým Pásmem Gazy, vystoupil znovu v listopadu 2011. Podle jeho slov by šlo o několikaletý proces, během něhož by Izrael vymýtil teroristické skupiny z oblasti.
V srpnu 2012 rezignoval na svůj poslanecký mandát, opustil stranu Kadima a stal se ministrem domácí fronty, kde nahradil Mataje Vilnaje. V Knesetu jej nahradil Ahmed Dabbah. Po volbách v roce 2013 jej v ministerské funkci vystřídal Gilad Erdan.
Ve volbách v roce 2015 byl zvolen za poslance za stranu Likud.